# Magnetohydrodynamický generátor

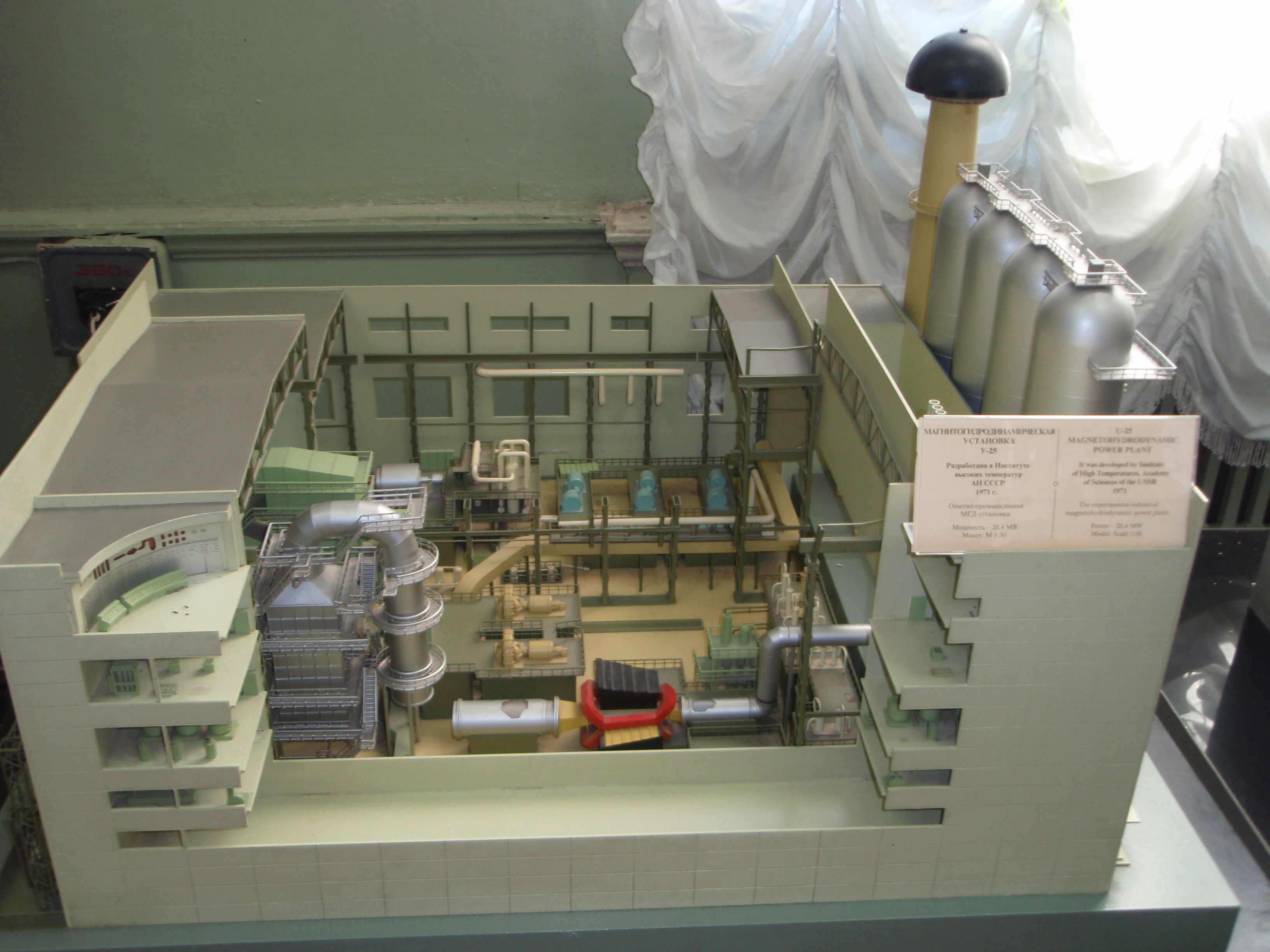
MHD generátor

Magnetohydrodynamický generátor nebo též MHD generátor je zařízení pro přímou výrobu elektřiny z energie tepelné, které je založeno na interakci rychle vodivého média (plyn, kapalina, plazma, tekutý kov) s magnetickým polem, což vede ke vzniku elektrického napětí. Širšímu využití brání různé technické problémy. MHD generátor je jedním ze způsobů, jak elektřinu vyrábět v tokamaku, případně by ho bylo možné využít pro zvýšení účinnosti výroby elektřiny z fosilních paliv.

## Druhy generátorů
Základní druhy magnetohydrodynamických generátorů:
- systém s otevřeným cyklem, využívajícím spaliny fosilních paliv
- systém s uzavřeným cyklem, využívajícím vzácné plyny
- systém s tekutými kovy (sodíkem a draslíkem)

## Využití
MHD generátor je využíván v hutnictví pro čerpání kapalných kovů. Hlavní výzkum probíhá v oblasti výroby elektřiny ve spojení s tokamaky. Experimentálně je využíván k pohonu ponorek, lodí a kosmických sond (NASA). Při výrobě elektřiny z fosilních paliv by mohl být MHD generátor umístěn před tepelným výměníkem a účinnost tepelné elektrárny by tak mohla vzrůst až na 60 %, avšak nevyřešenými problémy jsou materiál pro elektrody, nutnost čištěním spalin a potřeba spaliny obohacovat cesiem pro zvýšení jejich vodivosti.